# Krasnovišersk
Krasnovišersk è una città della Russia europea nordorientale (Territorio di Perm'); appartiene al rajon Krasnovišerskij, del quale è il capoluogo.
Sorge nella parte nordorientale del Territorio di Perm', sulle pendici occidentali dei monti Urali, sulle sponde della Višera (affluente della Kama), 315 chilometri a nord del capoluogo Perm'.
Venne fondata nel 1894, con il nome di Vižaicha, come insediamento operaio a supporto di un importante stabilimento metallurgico; nel 1926 l'insediamento divenne sede di un gulag. La cittadina ottenne lo status di città nel 1942.